# Phil Fish
Phil Fish, pseudonimo di Philippe Poisson (Montreal, 1º novembre 1984), è un autore di videogiochi canadese noto soprattutto per il suo contributo al videogioco a piattaforme del 2012 Fez.
È nato e cresciuto in Quebec. Ha studiato game design presso il Montreal National Animation and Design Centre, ha lavorato presso Ubisoft e Artificial Mind and Movement prima di fondare Polytron nel 2008. Fish è stato uno dei membri fondatori di Kokoromi, un collettivo che si occupa di idee di gameplay sperimentali, e ha organizzato gli eventi annuali dei giochi GAMMA di Montreal. Mentre Fez era in fase di sviluppo, Fish ha lavorato su altri giochi inediti da Polytron tra cui SuperHyperCube e Power Pill.
Fez è stato pubblicato nell'aprile 2012 con grande successo dopo un lungo ciclo quinquennale di sviluppo. Le sue fasi finali di sviluppo sono state mostrate nel documentario del 2012 Indie Game: The Movie, che ha portato una fama insolita a Fish per gli sviluppatori di giochi. A seguito di un litigio online nel luglio 2013, Fish ha annunciato pubblicamente la sua rinuncia allo sviluppo di videogiochi, citando i maltrattamenti che ha subito da parte dell'industria.

## Biografia

### Infanzia e istruzione
Phil Fish è nato a Montreal nel 1984. È cresciuto a Québec, dove i suoi genitori hanno condiviso con lui il loro interesse per l'arte e il gioco. Il padre di Fish ha tradotto in francese The Legend of Zelda in modo che i due potessero giocare insieme. Fish ha definito queste esperienze come formative e successivamente ha citato le sue esperienze con i giochi Nintendo come influenza per il suo game design e per Fez. Si è laureato nel 2004 al corso di Design e Digital Art for Video Games presso il Montreal National Animation and Design Centre.

### Carriera
Fish ha iniziato a lavorare presso l'editore di videogiochi Ubisoft, in cui ha lavorato sul gioco ispirato al film Boog & Elliot a caccia di amici come level designer. Inizialmente era entusiasta del lavoro ma è rimasto deluso dai grandi team di sviluppo e dalle condizioni di lavoro. Fish in seguito lo ha descritto come "la peggiore esperienza della sua vita". Successivamente si è licenziato dall'azienda.
Il 24 maggio 2006 Fish ha vinto il premio Artificial Mind and Movement per la miglior Cut-Scene all'annuale gala Awards of Excellence del NAD Center. Nello stesso anno Fish ha iniziato a lavorare come designer di livelli in Artificial Mind and Movement, occupandosi di giochi tie-in di film tra cui La bussola d'oro.
Fish è uno dei membri fondatori di Kokoromi, un collettivo che progetta e promuove videogiochi sperimentali. Il suo evento del novembre 2006 all'Arcadia Festival, GAMMA 01 Audio Feed, ha presentato giochi che incorporano il suono dal vivo. Fish ha organizzato un evento simile, GAMMA 256, nel 2007, e un terzo evento, GAMMA 3D, nel novembre 2008 a Montreal. Fish è stato invitato a tenere una conferenza su GAMMA 01 in occasione della Game Developers Conference del 2007. Ha anche scritto una recensione del videogioco del 1999 Legacy of Kain: Soul Reaver nel libro del 2007 Space Time Play: Synergies Between Computer Games, Architecture and Urbanism: the Next Level. Inoltre Fish è stato definito da Sean Hollister di The Verge come "famigerato per aver espresso opinioni arrabbiate e controverse sullo stato dei videogiochi".

#### Polytron

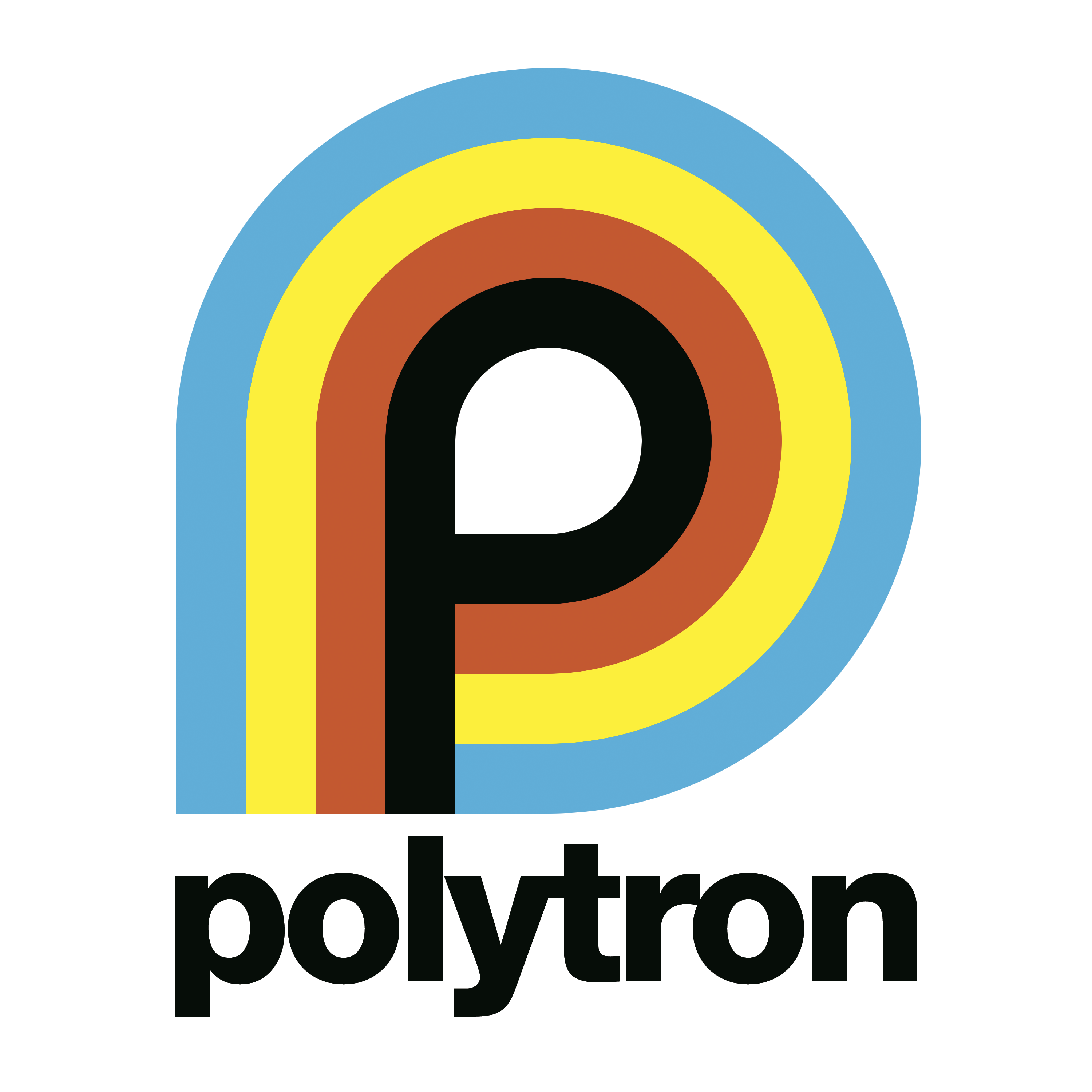
Fish ha lasciato Artificial Mind and Movement per fondare Polytron Corporation, la sua startup di videogiochi indie.

Fish ha iniziato a lavorare con Shawn McGrath, uno sviluppatore indipendente di Toronto, sull'idea di McGrath per un videogioco rompicapo che mostrava viste 2D di uno spazio 3D. Fish ha curato il progetto nella sua parte artistica finché il rapporto di collaborazione è stato interrotto a causa delle differenze creative: Fish voleva che il loro prodotto fosse più di un videogioco a piattaforme. Fish ha continuato a lavorare al gioco nel suo tempo libero e ha incorporato l'idea di voxel (pixel 3D), dove un pixel 2D poteva essere visto da quattro lati. Il gioco sarebbe diventato Fez e il design, la storia e l'arte del gioco derivano da questa meccanica di gioco. Fish ha cercato un programmatore su DeviantArt e Renaud Bédard, la prima persona a candidarsi, è diventato il programmatore del gioco. Fez è stato annunciato per la prima volta nel luglio 2007 ed è stato nominato per due premi nel Independent Games Festival del Game Developers Conference nel 2008. Il datore di lavoro di Fish, Artificial Mind and Movement, non gli ha permesso di prendere congedo dal lavoro per partecipare, così Fish ha lasciato il lavoro. Ha definito questo momento del gennaio 2008 come "quando sono diventato indipendente". Il gioco ha ricevuto una grande attenzione per la sua presentazione al festival, spingendo Fish ad aprire Polytron Corporation come startup con un prestito governativo.
Successivamente Polytron ha terminato i fondi ed era sull'orlo del fallimento quando lo sviluppatore-produttore Trapdoor si è offerto di aiutare Polytron senza cedere i suoi diritti di proprietà intellettuale. Secondo Fish la collaborazione ha salvato Fez. Il gioco è stato rimandato più volte nei successivi anni e per questo motivo ha ricevuto una certa notorietà.
Alla fine del 2009 Polytron ha presentato un gioco iPhone chiamato Power Pill al Pecha Kucha di Montreal. Il gioco presenta come protagonista giocabile una pillola di panacea che viaggia attraverso i corpi umani e utilizza lo schermo multi-touch dell'iPhone. Eric Caoili di GameSetWatch lo ha confrontato con Soul Bubbles e Irritating Stick. Il gioco è stato sviluppato con Alec Holowka di Infinite Ammo e si supponeva che fosse incluso un editor di livelli. Durante il lavoro su Fez Fish ha fatto ripartire un progetto di gioco chiamato SuperHyperCube che si basava sull'input motion capture Wiimote e navigazione stereoscopica. Fish pensava che il gioco avrebbe funzionato meglio con il nuovo sistema di monitoraggio del movimento del Kinect. Il gioco adattato è stato finalista all'Indiecade del 2011.

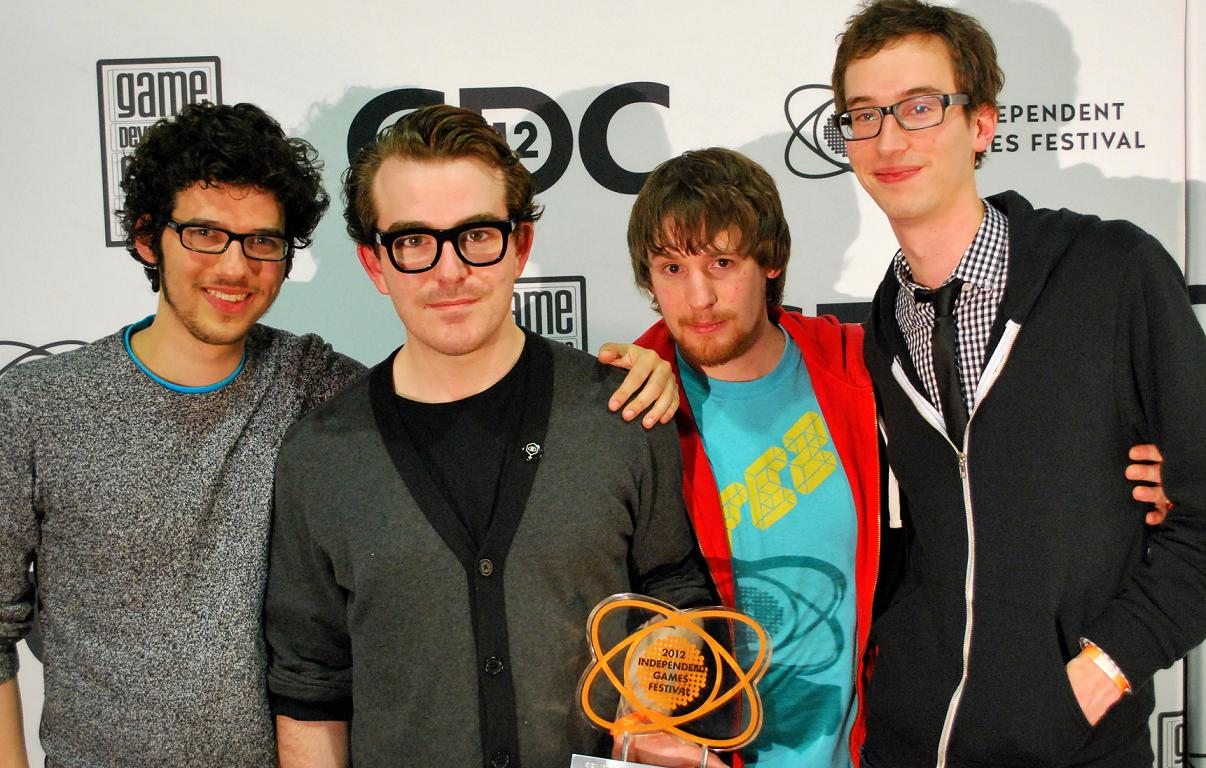
Il team di sviluppo di Fez all'Independent Games Festival alla Game Developers Conference del 2012: da sinistra il compositore Rich Vreeland, il designer Phil Fish, il sound designer Brandon McCartin e il programmatore Renaud Bédard.

Fish e Fez sono stati protagonisti del documentario del 2012 Indie Game: The Movie, attraverso il quale Fish ha ricevuto una notorietà insolita per gli sviluppatori di videogiochi. Il film racconta le storie di diversi sviluppatori indie in varie fasi dei cicli di sviluppo dei loro giochi e Fish è mostrato mentre si prepara per lo stand di Fez al PAX East nel marzo 2011. Il film racconta Fish in una disputa legale con un ex partner commerciale che mette a rischio l'uscita del gioco. L'ex-partner, Jason DeGroot (un musicista che ha contribuito al gioco), viene rappresentato negativamente e non viene mostrato su schermo. Il film documenta anche l'investimento personale ed emotivo di Fish nel gioco. La scena in cui Fish decide di uccidersi se non pubblica il suo gioco è "il momento più sorprendente del film". Rock, Paper, Shotgun ha scritto che Fish è raffigurato come melodrammatico, esistenziale, teatrale e nevrotico in contrasto con gli altri sviluppatori mostrati nel film, il che esacerberebbe la sua esplicita percezione pubblica. Game Informer ha definito Fish lo "sviluppatore più memorabile" del film.
Verso la fine dello sviluppo Fish si sentiva " esaurito" e che la sua salute personale ne aveva sofferto. Fez è stato pubblicato il 13 aprile 2012 e ha venduto 200 000 copie nella sua esclusiva annuale per la piattaforma Xbox Live Arcade. Metacritic ha illustrato le recensioni per il 2012 Xbox 360 Fez come "generalmente favorevoli" e quelle per la versione PC del 2013 come "acclamazione universale". While in development, Fez had won the 2012 GDC Independent Games Festival's Seamus McNally Grand Prize, the 2011 Indiecade Best in Show and Best Story/World Design, and the 2008 GDC Independent Games Festival's Excellence in Visual Art. Eurogamer ha assegnato a Fez un punteggio perfetto e lo ha definito "perfetto, una parabola senza parole della fantascienza" il loro Game of the Year del 2012. Fish ha annunciato la possibilità di porting per "praticamente ogni piattaforma" ad eccezione del Nintendo 3DS. Ha venduto un milione di copie per la fine del 2013. Chris Suellentrop su The New York Times chiamato Fish "il Quentin Tarantino dei giochi a 8 bit".
Un sequel di Fez è stato annunciato come "one more thing" alla fine della conferenza stampa sul gioco indie di Horizon durante il mese di giugno 2013 agli Electronic Entertainment Expo. Una discussione su Twitter tra Fish e il giornalista Marcus Beer di GameTrailers un mese più tardi culminò nella cancellazione del progetto e l'uscita di Fish dall'industria videoludica. In un episodio del suo show Invisible Walls, Beer ha criticato la recente risposta di Fish alle domande sul cambiamento della politica di auto-pubblicazione di Microsoft Xbox One. Su Twitter Fish ha condannato l'industria per la sua negatività prima che il suo ultimo tweet annunciasse la cancellazione e la sua uscita. La notizia è stata una sorpresa per il resto di Polytron che non ha commentato i futuri progetti diversi dai porting dopo la cancellazione del sequel. Polygon ha inserito Fish nella loro top 50 "persona che fa notizia" del 2013 per il potere sociale del suo "uso caustico di Twitter".

#### Polytron Partners
A giugno 2014 Fish ha annunciato Polytron Partners, un nuovo progetto di Polytron per finanziare e sostenere potenziali progetti di gioco indie come un editore di videogiochi. Per il loro primo gioco Polytron avrebbe lavorato con l'editore Finji per fornire la capacità operativa quotidiana per un gioco "antologia interattiva di paesaggi musicali" chiamato Panoramical. I dati personali e aziendali di Fish sono stati rilasciati pubblicamente nell'agosto 2014 come parte di un'ondata di hack agli sviluppatori di videogiochi. Fish ha risposto annunciando che l'azienda e la proprietà Fez erano in vendita. Fish ha progettato in seguito le animazioni di avvio per la console Analogue Super Nt nel 2017.

## Videogiochi
| Anno | Titolo                          | Azienda                      | Ruolo                             | Note  |
| ---- | ------------------------------- | ---------------------------- | --------------------------------- | ----- |
| 2006 | Boog & Elliot a caccia di amici | Ubisoft                      | progettista di livello            |       |
| 2007 | La bussola d'oro                | Artificial Mind and Movement | assistente progettista di livello | [ 8 ] |
| 2012 | Fez                             | Polytron                     | progettista                       |       |
| 2016 | SuperHyperCube                  | Kokoromi                     | progettista                       |       |